# Котельников, Алексей Павлович
Алексе́й Па́влович Коте́льников (11 августа 1924 — 29 марта 1944) — младший лейтенант Рабоче-крестьянской Красной Армии, участник Великой Отечественной войны, Герой Советского Союза (1944).

## Биография
Алексей Котельников родился 11 августа 1924 года в селе Галаново (ныне — Каракулинский район Удмуртии). После окончания девяти классов школы работал в колхозе. В августе 1942 года Котельников был призван на службу в Рабоче-крестьянскую Красную Армию. В 1943 году он окончил Ленинградское пехотное училище. С мая того же года — на фронтах Великой Отечественной войны. Принимал участие в боях на Степном и 2-м Украинском фронтах. К марту 1944 года младший лейтенант Алексей Котельников командовал взводом автоматчиков 2-й роты моторизованного батальона 164-й танковой бригады (16-го танкового корпуса, 2-го Украинского фронта). Отличился во время Уманско-Ботошанской операции.
В первый же день наступления Котельников заменил собой получившего ранение командира роты. Проделав ночной марш, он во главе роты вышел к окраине села Буки Уманского района Черкасской области Украинской ССР и первым переправился через реку Горный Тикич. Рота успешно захватила плацдарм на западном берегу реки, после чего удерживала его, отразив большое количество вражеских контратак. В результате действий роты Котельникова было уничтожено большое количество солдат и офицеров противника, захвачено более 100 подвод, 2 артиллерийских орудий, 250 лошадей. 29 марта 1944 года Котельников погиб в бою под городом Бельцы в Молдавской ССР. Похоронен в селе Кирилень Унгенского района Молдовы.

## Награды
Указом Президиума Верховного Совета СССР от 13 сентября 1944 года за «образцовое выполнение боевых заданий командования на фронте борьбы с немецкими захватчиками и проявленные при этом мужество и героизм» младший лейтенант Алексей Котельников посмертно был удостоен высокого звания Героя Советского Союза. Также был награждён орденами Ленина и Красной Звезды.

## Память
Памятник Котельникова установлен в Галаново.